# Lake Tapawingo
Lake Tapawingo é uma cidade localizada no estado americano de Missouri, no Condado de Jackson.

## Demografia
Segundo o censo americano de 2000, a sua população era de 843 habitantes.
Em 2006, foi estimada uma população de 801, um decréscimo de 42 (-5.0%).

## Geografia
De acordo com o United States Census Bureau tem uma área de
1,2 km², dos quais 0,9 km² cobertos por terra e 0,3 km² cobertos por água.

## Localidades na vizinhança
O diagrama seguinte representa as localidades num raio de 12 km ao redor de Lake Tapawingo.